# Gens Trebònia
La gens Trebònia (en llatí Trebonia gens) va ser una gens romana d'origen plebeu força antiga, que es va distingir ja en l'any 447 aC amb Luci Treboni Asper.
Cap dels seus membres no obstant va obtenir el consolat durant la república. En el període republicà tampoc van agafar cap cognomen.